# Cornelis Hoornbeek
Cornelis Hoornbeek (Kopenhagen – Amsterdam, begraven 25 november 1722) was een Nederlandse orgelbouwer.
Hij was getrouwd met Elisabeth Anna van Jerusalem en Anna Beijer (6 december 1720).
Over zijn opleiding is niets bekend, net zomin als de redenen waarom de Deen naar Amsterdam trok.  Zijn naam duikt op in 1718 bij een grote reparatie aan het orgel van de Sint-Janskathedraal te Den Bosch. Hij zou het orgel aldaar met zijn meesterknecht Christian Müller repareren. Het duo is  in die jaren (1716-1719) ook verantwoordelijk voor de bouw van het orgel van de Ronde Lutherse Kerk in Amsterdam, dat met de gehele kerk in 1822 door brand verloren ging.
Hij zou 19 november 1722 overleden zijn, waarna hij op 25 november 1722 begraven werd op de begraafplaats Westerkerk. Müller nam het bedrijf over.
Adema · Gebroeders Van der Aa · Jacobus Armbrost · Bakker & Timmenga · Johann Bätz · Jonathan Bätz · Joseph Binvignat · Sander Booij · Martin Butter · Van Dam · Matthijs van Deventer · Geert Pieters Dik · Johannes Duyschot · Roelof Barentszn Duyschot · Bernhardt Edskes · Marten Eertman · Gerardus Elberink · Elbertse · Antoon van Elen · Flentrop · Dirk Flentrop · Heinrich Hermann Freytag · Rudolf Garrels · Justus Geerkens · Pieter Geerkens · Gradussen · Albertus van Gruisen · Willem van Gruisen · Nicolaas van Hagen · Willem Hardorff · Hendrik Hermanus Hess · Jan van den Heuvel · Jan Adolf Hillebrand · Albertus Antoni Hinsz · Bernard Petrus van Hirtum · Nicolaas van Hirtum · Cornelis Hoornbeek · Klop Orgels & Klavecimbels · Hermanus Knipscheer · Johan Frederik Kruse · Ernst Leeflang · Lohman · Jan van Loo · Michaël Maarschalkerweerd · Pieter Maarschalkerweerd · Abraham Meere · Roelf Meijer · Michaël Mercator · Carl Friedrich August Naber · Familie Niehoff · Cornelis van Oeckelen · Petrus van Oeckelen · Detlef Onderhorst · Pels & Van Leeuwen · Pereboom & Leijser · Elbert Pluer · Radersma · Joachim Reichner  · Reil · Cornelis Rogier · Mense Ruiter · Conradus Ruprecht II · Hans Wolff Schonat · Franciscus Cornelius Smits · Frans Casper Snitger · Johannes Stephanus Strümphler · Johannes Wilhelmus Timpe · Valckx & Van Kouteren · Kam & Van der Meulen · Henk Veeningen · Matthijs Verhofstadt · Vermeulen · Verschueren · Johannes Vollebregt · Jacobus Vollebregt · Van Vulpen · Christian Gottlieb Friedrich Witte · Johan Frederik Witte · Lodewijk Ypma · Jacobus Zeemans
Zuid-Nederlands orgelbouwer (voor 1830)